# Nørre Kollund
Nørre Kollund er en landsby i Midtjylland med 200 indbyggere i byområdet (2023). Nørre Kollund er beliggende nær Midtjyske Motorvej otte kilometer sydøst for Herning og fire kilometer øst for bydelen Lind. Bebyggelsen tilhører Herning Kommune og er beliggende i Kollund Sogn. Kollund Kirke ligger i bebyggelsen.